# Турбинист (тральщик)
«Турбинист», МТЩ «Турбинист» — советский морской тральщик проекта 266М (шифр «Аквамарин») Черноморского флота ВМФ СССР и Черноморского флота ВМФ России.

## Служба

### ВМФ СССР
Морской тральщик «Турбинист» проекта 266М (шифр «Аквамарин») был заложен 26.12.1974 года на Средне-Невском ССЗ (заводской номер № 939). 19.04.1975 года был спущен на воду. 15.08.1975 года вступил в строй и вошел в состав Черноморского флота.

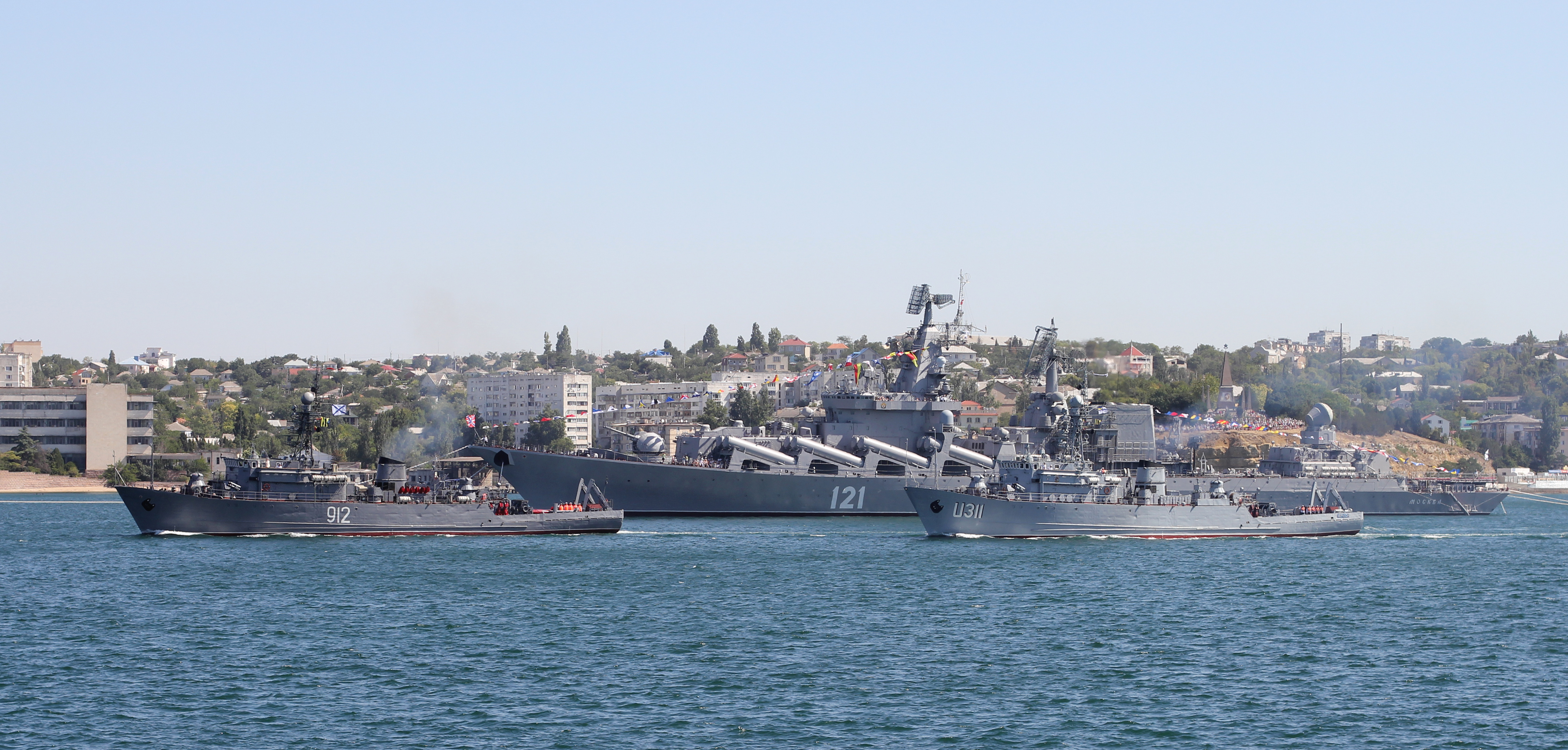
Генеральная репетиция совместного празднования Дня Военно-морского флота. Севастопольская бухта. Корабли на фото: российский тральщик 912 Турбинист, российский ракетный крейсер 121 Москва, украинский тральщик U311 Черкассы

Тральщик входил в состав 68-й бригады кораблей ОВР. Бортовые номера 912.
С сентября 1987 года во время танкерной войны в Персидском заливе обеспечивал проводку советских судов. В своем первом рейсе «Турбинист» провел танкер «Махачкала», а на обратном пути — теплоход «60 лет СССР».
За два месяца работы в Персидском заливе тральщиком «Турбинист» было обнаружено и уничтожено до десятка мин.
В январе 1988 года в заливе находилось четыре боевые единицы ВМФ СССР: эсминец «Стойкий», БПК «Адмирал Трибуц», МТЩ «Турбинист» и МПК «Комсомолец Грузии» — минимум, который был необходим для защиты мирного судоходства.
В 1989 году в Персидском заливе выполняли боевые задачи корабли из состава 68-й бригады ОВР ЧФ: МТЩ «Сигнальщик» (командир И. И. Тенюх), «Харьковский комсомолец» (А. А. Закимовский) и «Турбинист» (М. И. Пятничук).

### В ВМФ России
В августе 2008 года корабль участвовал в Войне в Грузии (2008).
В июне 2013 года в Чёрном море участвовал в совместном российско-украинском учении «Фарватер мира-2013».
Входил в 418-й дивизион тральщиков 68-й бригады кораблей ОВР.
26 августа 2018 года к сирийскому побережью была переброшена ударная группировка ВМФ России из 15 судов: крейсер «Маршал Устинов», БПК «Североморск», фрегаты «Ярослав Мудрый», «Адмирал Григорович» и «Адмирал Эссен», СКР «Пытливый», МРК «Вышний Волочёк», «Град Свияжск», «Великий Устюг», БДК «Орск», «Николай Фильченков», морские тральщики «Валентин Пикуль» и «Турбинист», дизельные подлодки «Колпино» и «Великий Новгород». Корабли были направлены в этот район в связи с угрозами международной коалиции нанести удары по позициям сирийских правительственных сил. На время похода «Турбинист» входил в состав Постоянного оперативного соединения ВМФ в Средиземном море.
В дальнейшем входил в состав 150-й тактической группы противолодочных кораблей 68-й бригады кораблей ОВР с базированием на Севастополь. С 2020 года находился в отстое в Стрелецкой бухте Севастополя.
Исключен из состава флота в декабре 2022 года и отбуксирован для дальнейшей разделки на металл в Севастополе.

## Командиры
- Добротин Борис Иванович (20.04.1975-24.02.1976 гг.);
- Буслейко Евгений Александрович (24.02.1976-08.07.1976 гг.);
- Полевой Валентин Филиппович (08.07.1976-20.03.1982 гг.);
- Купренков Александр Семёнович (26.03.1982-23.05.1986 гг.);
- Батуев Михаил Иванович (23.05.1986-20.09.1988 гг.);
- Пятничук Сергей Николаевич (20.09.1988-2.12.1992 гг.);
- Башмак Валентин Александрович (2.12.1992-18.02.1998 гг.);
- Славнов Дмитрий Владимирович (18.02.1998-10.10.1999 гг.);
- Семёнов Евгений Николаевич (13.10.1999-13.04.2000);
- капитан 3 ранга Добында Григорий Дмитриевич (24.04.2002-8.09.2006 гг.);
- капитан 3 ранга Чижик Дмитрий Чеславович (8.09.2006-16.10.2009 гг.);
- Романенко Сергей Юрьевич (29.10.2009-17.10.2010 гг.);
- Огурцов Дмитрий Валерьевич (с 9.11.2010 г).
- старший лейтенант Калмаев Андрей;
- капитан-лейтенант Бабась Денис[1].

## Примечание
1. 1 2 3 4 5 6 7 8  Морской тральщик "Турбинист". Черноморский флот - информационный ресурс (2024).
2. 1 2 3 4  Персидская эпопея советского флота. 8eskadra.ru (2024).
3. ↑  Владимир Пасякин. Малые, да удалые // Красная звезда : газета. — 2009. — 15 апрель.
4. ↑  "Турбинист". flot.com. Mil.Press FLOT (2024).
5. ↑  В шаге от войны // Free news, 29.08.2018. Дата обращения: 29 августа 2018. Архивировано 29 августа 2018 года.